# Suzanne Douvillier
Suzanne Douvillier, född 18 september 1778 i Dole, död 30 augusti 1826 i New Orleans, var en amerikansk (ursprungligen fransk) ballerina och koreograf. Hon har bedömts vara den första utbildade balettdansös som uppträtt i USA, den första kvinna som uppträtt i en mansroll i USA, och blev även dess första kvinnliga koreograf då hon skapade baletten Echo and Narcissus (1796). 

## Biografi
Suzanne Douvillier föddes i Dole i Frankrike. Hennes bakgrund är nästan totalt okänd, men det är känt att hon tränades till balettdansös i Paris, och det förmodas därför att hon skolades vid Parisoperan. Hon fick 1790 anställning i Saint Domingue. Det måste alltså ha varit före tretton års ålder, men vid denna tid började balettdansare sin karriär mycket tidigt och ofta redan som barn. Hon mötte där Alexandre Placide, som blev hennes konstnärliga partner. 
De emigrerade båda till USA vid haitiska revolutionen och gjorde sin amerikanska debut hos Old American Company på John Street Theatre i New York den 25 januari 1792. Balett var vid denna tid närmast okänt i USA före detta. De började sedan uppträda med Louis Douvillier, som hon gifte sig med 1796. Hon var 1794-96 verksam i Charleston, på City Theatre och Charleston Theatre. Hon turnerade sedan 1796-99. 
Hon flyttade med maken till New Orleans år 1799, där hon var verksam återstoden av sin karriär. Hon var verksam på St. Peter Theatre eller Theatre de la Rue Saint Pierre 1799-1808, och vid St. Philip Theatre då den grundats av hennes make 1808; den kallades från 1808, sedan hennes make tvingats ge upp den och den övertagits av andra, för Le Théâtre de la Gaité. 
Från 1796 var hon också verksam som koreograf och skrev och framförde flera av sina egna koreografier. År 1808 uppträdde hon i rollen av en man, vilket var första gången en kvinna gjorde detta i USA. Hon var från 1813 också verksam som scenmålare. I slutet av sin karriär, 1814, skadade hon sitt ansikte och uppträdde därefter ofta i mask. Hon avslutade sin karriär 1818.